# Polnischer Enigma-Nachbau

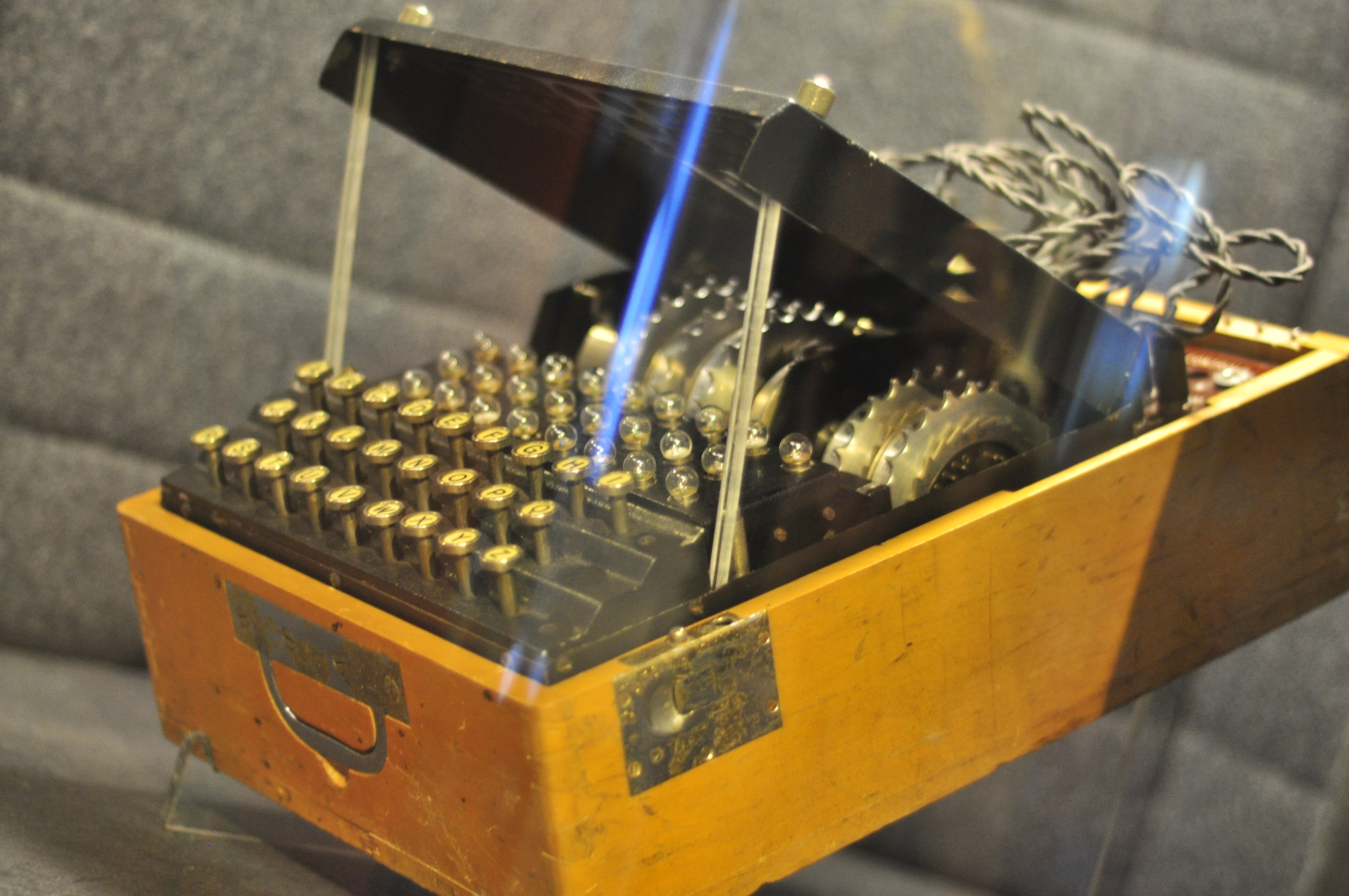
Der polnische Enigma-Nachbau im Piłsudski-Institut in London

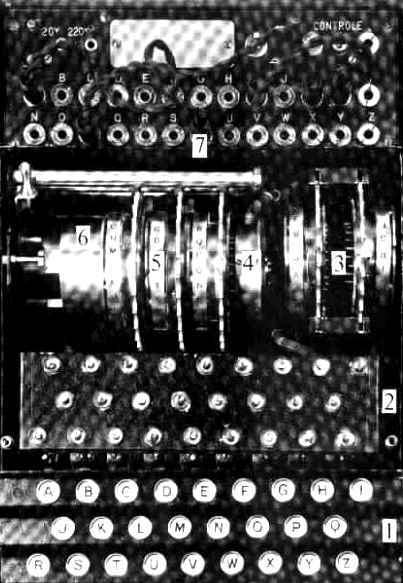
Beim polnischen Enigma-Nachbau waren Tasten (1), Lampen (2) und Steckbuchsen (7), wie bei der deutschen Enigma-C, einfach alphabetisch angeordnet.

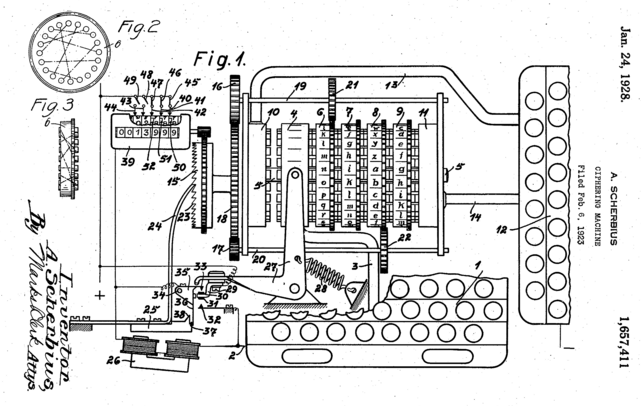
Zeichnung aus dem

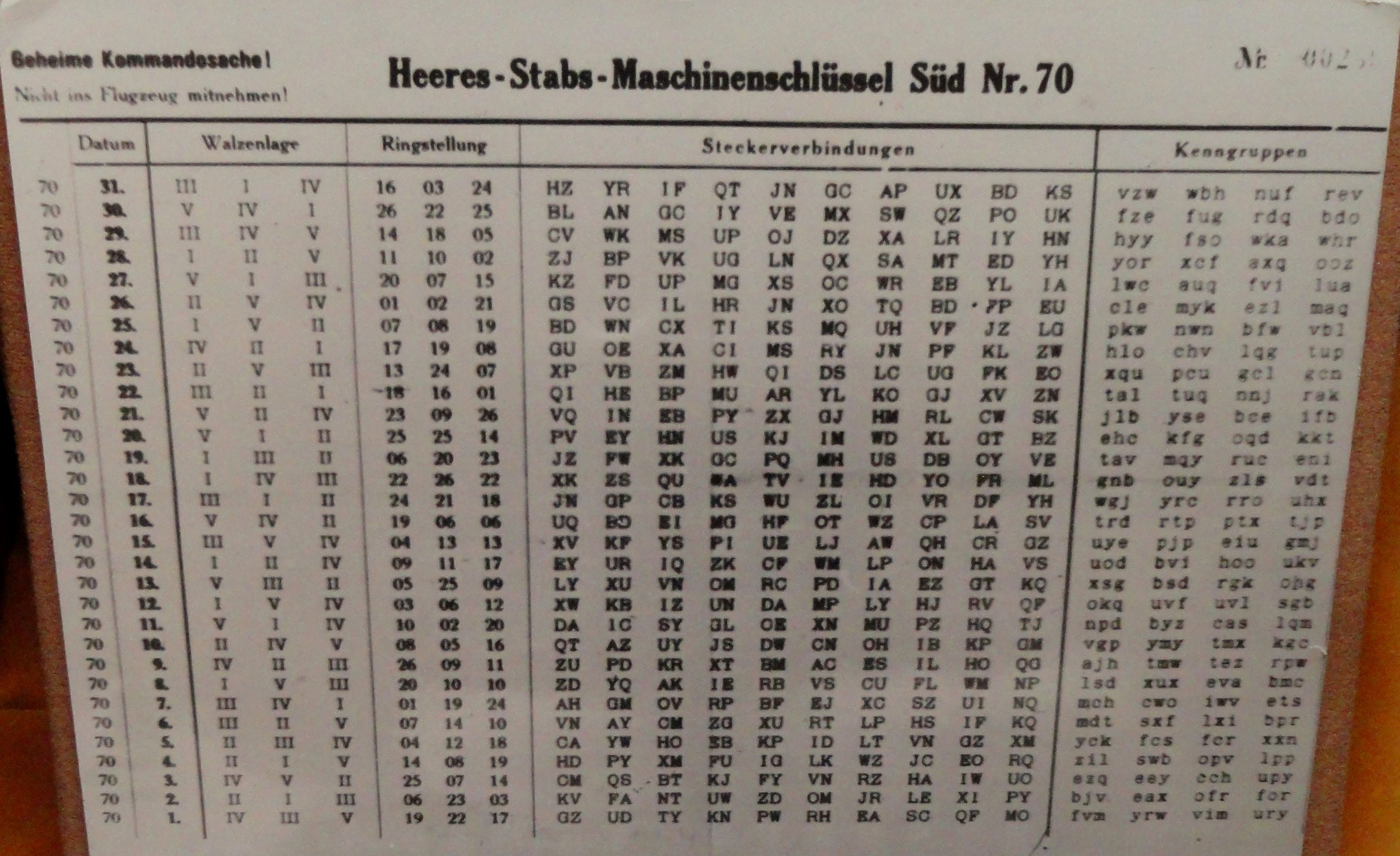
Enigma Schlüsseltafel

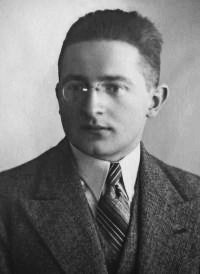
Der polnische Codeknacker Marian Rejewski (1932)

Die polnischen Enigma-Nachbauten sind Replikate der deutschen Rotor-Schlüsselmaschine Enigma. Sie wurden in den 1930er-Jahren im Auftrag des polnischen Chiffrenbüros durch die Warschauer AVA-Fabrik hergestellt und dienten polnischen Kryptoanalytikern als Klone der deutschen Maschine. Sie halfen ihnen bei der kryptanalytischen Aufklärung der deutschen Methoden und bei der erfolgreichen Entzifferung der mit der Enigma verschlüsselten deutschen Funksprüche in den Jahren 1933 bis 1939 in Polen und danach im französischen Exil.

## Vorgeschichte
Als die deutschen Militärs nach dem verlorenen Ersten Weltkrieg im Jahr 1923 aus britischen Veröffentlichungen wie Winston Churchills The World Crisis und der durch die Royal Navy herausgegebene „Offiziellen Geschichte des [Ersten] Weltkriegs“ erfuhren, dass ihre zuvor verwendeten Verschlüsselungsverfahren, wie Codebücher, ADFGX und ADFGVX, durch die Alliierten während des Kriegs gebrochen worden waren, wollten sie eine Wiederholung dieser kryptographischen Katastrophe unbedingt vermeiden (siehe auch: Geschichte der Enigma sowie Geschichte der Kryptographie im Ersten Weltkrieg). Sie suchten daher nach einem Ersatz für diese alten und nun als unsicher erkannten manuellen Methoden. Hierfür kamen maschinelle Verschlüsselungen in Betracht, die zwischen 1915 und 1919 an vielen unterschiedlichen Orten auf der Welt unabhängig voneinander erfunden worden waren. In Deutschland war es Arthur Scherbius, der bereits 1918, während der Zeit des Ersten Weltkriegs, hierzu sein erstes Patent noch im Kaiserreich angemeldet hatte. Er nannte seine Maschine „Enigma“ (nach griechisch αἴνιγμα ainigma für „Rätsel“) und ließ dem ersten Patent in kurzen Zeitabständen eine Fülle von weiteren in- und ausländischen Enigma-Patenten und Veröffentlichungen folgen.
Im Jahr 1928 schließlich entschloss sich das deutsche Heer, die scherbiussche Maschine zunächst versuchsweise einzusetzen, nachdem es die damals modernste kommerzielle Version, die Enigma D, um eine geheime Zusatzeinrichtung, das Steckerbrett, ergänzt und damit kryptographisch gestärkt hatte (siehe auch: kryptographische Stärken der Enigma). Sämtliche kommerziellen Modelle verschwanden daraufhin vom zivilen Markt in Deutschland. Die ab 1930 von der Reichswehr regulär und exklusiv benutzte Maschine wurde als Enigma I (sprich: „Enigma Eins“) bezeichnet und verkörperte eines der zu dieser Zeit modernsten und sichersten Verschlüsselungsverfahren der Welt.
Im Juli 1928 fingen polnische Abhörstationen in der Nähe der polnischen Westgrenze zum ersten Mal seltsame neue verschlüsselte deutsche Funksprüche auf. Nur wenig später, im Januar 1929, kam das polnische Chiffrenbüro, das Biuro Szyfrów (BS), auch zum ersten Mal in physischen Kontakt mit der Enigma. Auslöser war ein aufmerksamer polnischer Zollbeamter, der durch einen deutschen Botschaftsangehörigen aufgeschreckt worden war. Dieser berichtete ganz aufgeregt, dass ein wichtiges Paket aus Deutschland, adressiert an die deutsche Botschaft in Warschau, irrtümlich über den normalen Postweg statt als Diplomatengepäck versandt worden sei, und bestand darauf, dass ihm dies sofort ausgehändigt oder unmittelbar zurückgesandt werden müsse. Der polnische Beamte reagierte geistesgegenwärtig und gab vor, dass er am Wochenende nichts unternehmen könne, er sich aber der Sache annehmen und dafür Sorge tragen werde, dass dieses offensichtlich sehr wichtige Paket in der nächsten Woche so schnell wie irgend möglich an den Absender zurückgehen werde. Nachdem der Deutsche beruhigt gegangen war, wurde das BS informiert, das seine beiden Mitarbeiter Antoni Palluth und Ludomir Danilewicz zur Zollstelle und zur Inspektion des Pakets schickte.
Diese öffneten die schwere Holzkiste und fanden, sorgfältig in Stroh verpackt, einen Schatz, wertvoller als es sich die polnischen Kryptoanalytiker hätten erträumen können: eine fabrikneue Enigma-Maschine. Die beiden nutzten das ganze Wochenende, um die deutsche Maschine sorgfältig zu untersuchen und deren Details festzuhalten. Danach verpackten sie sie wieder genau so, wie sie sie vorgefunden hatten, bevor das Paket – wie gewünscht – am Montag zurückgeschickt wurde. Es wurde nie bekannt, dass die Deutschen Verdacht geschöpft oder bemerkt hätten, dass ihre geheime kryptographische Maschine einer so sorgfältigen Inspektion unterzogen worden war.
Die Erkenntnisse des BS wurden abgerundet, nachdem die Polen im Dezember 1931 Kopien der Handbücher der Enigma durch den französischen Geheimdienstmitarbeiter Capitaine (deutsch: „Hauptmann“) und späteren Général Gustave Bertrand erhalten Hatten: die Gebrauchsanleitung (H.Dv.g.13) und die Schlüsselanleitung (H.Dv.g.14) der deutschen Chiffriermaschine. Das Deuxième Bureau des französischen Geheimdienstes hatte diese über den für Frankreich unter dem Decknamen HE (Asché) spionierenden Deutschen Hans-Thilo Schmidt bekommen. In weiteren Treffen lieferte Schmidt streng geheime Schlüsseltafeln für die Monate September und Oktober 1932 an Bertrand, die ebenfalls postwendend an das BS weitergingen.
Zwar genügte dies alles noch nicht, den verschlüsselten deutschen Funkverkehr zu brechen – die Enigma erwies sich noch immer als „unknackbar“ – dennoch wurde damit ein wichtiger Grundstein für die nun bald folgenden Entzifferungserfolge gelegt.

## Erste Entzifferung
Am 1. September 1932 wurde das für die deutschen Chiffren zuständige Referat BS4 von Posen nach Warschau ins Sächsische Palais (poln.: Pałac Saski) verlegt. Mit ihm kamen die drei jungen Mathematiker Marian Rejewski, Jerzy Różycki und Henryk Zygalski. Noch im selben Jahr glückte Rejewski und seinen Kollegen der erste Einbruch in die von der deutschen Reichswehr zur Verschlüsselung ihres geheimen Nachrichtenverkehrs eingesetzten Maschine. Dabei nutzte er eine legal gekaufte kommerzielle Maschine (Modell D), bei der – anders als bei der ihm noch unbekannten militärischen Enigma I – die Tastatur mit der Eintrittswalze in der üblichen QWERTZ-Reihenfolge (Buchstabenreihenfolge einer deutschen Tastatur, beginnend oben links) verbunden war. Rejewski erriet die von den Deutschen für die militärische Variante gewählte Verdrahtungsreihenfolge, die den britischen Codebreaker Dillwyn „Dilly“ Knox selbst noch 1939 fast zur Verzweiflung brachte. Anschließend schaffte es Marian Rejewski mithilfe seiner exzellenten Kenntnisse der Permutationstheorie (siehe auch: Enigma-Gleichung), die Verdrahtung der drei Walzen (I bis III) sowie der Umkehrwalze (A) (siehe auch: Enigma-Walzen) zu erschließen – eine kryptanalytische Meisterleistung, die ihn mit den Worten des amerikanischen Historikers David Kahn „in das Pantheon der größten Kryptoanalytiker aller Zeiten erhebt“ (im Original: „[…] elevates him to the pantheon of the greatest cryptanalysts of all time“). Der englische Codeknacker Irving J. Good bezeichnete Rejewskis Leistung als „The theorem that won World War II“ (deutsch: „Das Theorem, das den Zweiten Weltkrieg gewann“).
Doch auch dieser Erfolg des BS, so eindrucksvoll und wichtig er war, reichte noch immer nicht, die deutschen Funksprüche routinemäßig zu brechen. Aber die polnischen Codeknacker hatten zu Beginn des Jahres 1933 alle technischen Details der deutschen Maschine aufgeklärt, sie kannten ihren Aufbau und insbesondere die streng geheime Verdrahtung der drei rotierenden Walzen (I bis III), der Eintrittswalze (ETW) und der Umkehrwalze (UKWA).
```
ETW
     A B C D E F G H I J K L M N O P Q R S T U V W X Y Z
```

```
        
A B C D E F G H I J K L M N O P Q R S T U V W X Y Z

I
       E K M F L G D Q V Z N T O W Y H X U S P A I B R C J

II
      A J D K S I R U X B L H W T M C Q G Z N P Y F V O E

III
     B D F H J L C P R T X V Z N Y E I W G A K M U S Q O
```

```
UKW
 
A
   AE  BJ  CM  DZ  FL  GY  HX  IV  KW  NR  OQ  PU  ST
```

Diese Kenntnis versetzte die Polen endlich in die Lage, die von der Reichswehr verwendete und mit dem Steckerbrett gestärkte militärisch verwendete Enigma I nachzubauen.

## Nachbauten
Im Februar 1933 beauftragte das BS unter höchster Geheimhaltung das im südlichen Warschauer Stadtbezirk Mokotów in der Stepinskastraße Nr. 25 (polnisch: Ulica Stepinska 25) liegende AVA-Werk mit der Herstellung von Nachbauten der rekonstruierten militärischen Enigma I. Die Wytwórnia Radiotechniczna AVA (deutsch: Funktechnische Fabrik AVA) war vier Jahre zuvor, im Jahr 1929, auf Initiative von Edward Fokczyński zusammen mit Antoni Palluth sowie den beiden Brüdern Leonard Danilewicz und Ludomir Danilewicz gegründet worden. Hier wurden bis Mitte 1933 mindestens 15 Enigma-Nachbauten hergestellt; bis 1939 wurden es etwa 70.
Nach dem deutschen Überfall auf Polen 1939 und der ein Jahr später stattfindenden deutschen Offensive gegen Frankreich flüchteten die polnischen Kryptoanalytiker in die Zone libre, die freie südliche Zone Frankreichs, und setzten ihre erfolgreiche Arbeit ab Oktober 1940 bei Uzès im neuen Standort „Cadix“ fort. Bertrand sorgte für die Herstellung weiterer Enigma-Nachbauten mithilfe französischer Firmen. Ein Exemplar davon ist erhalten geblieben und wird im Piłsudski Institute in London ausgestellt (siehe Farbfoto ganz oben).

## Weitere Entzifferungserfolge
Die kryptanalytischen Erfolge des BS4 konnten, trotz der in den folgenden Jahren von deutscher Seite immer wieder neu eingeführten kryptographischen Komplikationen, bis 1939 kontinuierlich fortgeführt werden, während sich zeitgleich französische und britische Stellen vergeblich um die Entzifferung der Enigma bemühten. Die polnischen Spezialisten, unter Federführung von Antoni Palluth, hatten inzwischen außer den Enigma-Nachbauten auch zwei speziell zur Entzifferung dienende Maschinen konstruiert, genannt Zyklometer und Bomba, die zwei beziehungsweise dreimal zwei hintereinander geschaltete und um jeweils drei Drehpositionen versetzte Enigma-Maschinen verkörperten. Kurz vor dem deutschen Überfall auf Polen und angesichts der akut drohenden Gefahr, entschloss sich der polnische Generalstab unter der Leitung von Generał brygady (deutsch: Brigadegeneral) Wacław Stachiewicz, das gesamte Wissen über die Entzifferungsverfahren der deutschen Maschine an die britischen und französischen Verbündeten zu übergeben, und ließ durch das BS die Briten und Franzosen im Juli 1939 in die polnische Hauptstadt einladen.
Am 26. und 27. Juli 1939 kam es im Kabaty-Wald etwa 20 km südlich von Warschau zum Geheimtreffen von Pyry, bei dem die polnischen Codeknacker den verblüfften Briten und Franzosen ihre Methodiken offenlegten und zwei Enigma-Nachbauten übergaben. Damit wurde der Grundstein gelegt für die geschichtlich so bedeutsamen alliierten Enigma-Entzifferungen (Deckname: „Ultra“) während des Zweiten Weltkriegs.

## Im Exil

Die bis November 1942 unbesetzte Zone libre bot dem Biuro Szyfrów vorübergehend einen neuen Standort.

Im September 1939, nach Kriegsbeginn, mussten alle Mitarbeiter des BS ihr Land verlassen. Die meisten flohen über Rumänien und fanden schließlich Asyl in Frankreich. Den Großteil ihrer Unterlagen und kryptanalytischen Maschinen, inklusive der nachgebauten Enigmas, zerstörten oder vergruben sie, damit sie nicht in deutsche Hände fielen. Eins der wenigen Exemplare, das gerettet wurde, brachte der junge Kazimierz Gaca bei seiner fünfmonatigen Flucht in den Jahren 1939 bis 1940 aus Polen über Rumänien, Jugoslawien und Griechenland nach Frankreich. Im Château de Vignolles (deutsch Schloss Vignolles) bei Gretz-Armainvilliers, etwa 30 Kilometer südöstlich von Paris, fand er zusammen mit vielen seiner Kollegen einen neuen Stützpunkt. Dort konnten sie im „PC Bruno“, einer geheimen nachrichtendienstlichen Einrichtung der Alliierten, die erfolgreiche kryptanalytische Arbeit gegen die Enigma fortsetzen. Mit der deutschen Offensive gegen Frankreich im Juni 1940 mussten sie erneut vor der anrückenden Wehrmacht flüchten und fanden einen neuen Standort (Tarnname: „Cadix“) bei Uzès in der freien südlichen Zone Frankreichs (Zone libre).